# Ar-Ra’i (Afrin)
Ar-Ra’i (arab. الراعي) – wieś w Syrii, w muhafazie Aleppo, w dystrykcie Afrin. W 2004 roku liczyła 115 mieszkańców.